# Lexus LF-S
Lexus LF-S (Lexus Future Sedan) – samochód koncepcyjny należącej do koncernu Toyota firmy Lexus, zaprezentowany w 2003 r. na wystawie motoryzacyjnej Tokyo Motor Show.
Pojazd wyposażono w kamery zastępujące lusterka wsteczne, system oczyszczania przedniej szyby strumieniem sprężonego powietrza zamiast wycieraczek, przejrzysty, panoramiczny dach z podświetleniem oraz zbliżeniowy centralny zamek. Do napędu czterech kół przewidziano hybrydową jednostkę o dużej mocy z benzynowym silnikiem V8.
Elementy stylistyczne nadwozia LF-S wykorzystano później w Lexusie GS trzeciej generacji.